# 亞納希爾卡山
10°21′39″S 76°47′38″W / 10.36083°S 76.79389°W
亞納希爾卡山（Yanajirca），是秘魯的山峰，位於該國中部瓦努科大區的勞里科查省，處於勞拉山脈以北和瓦伊瓦什山脈以東，屬於安第斯山脈的一部分，海拔高度4,782米。